# Rafa Ningaloo

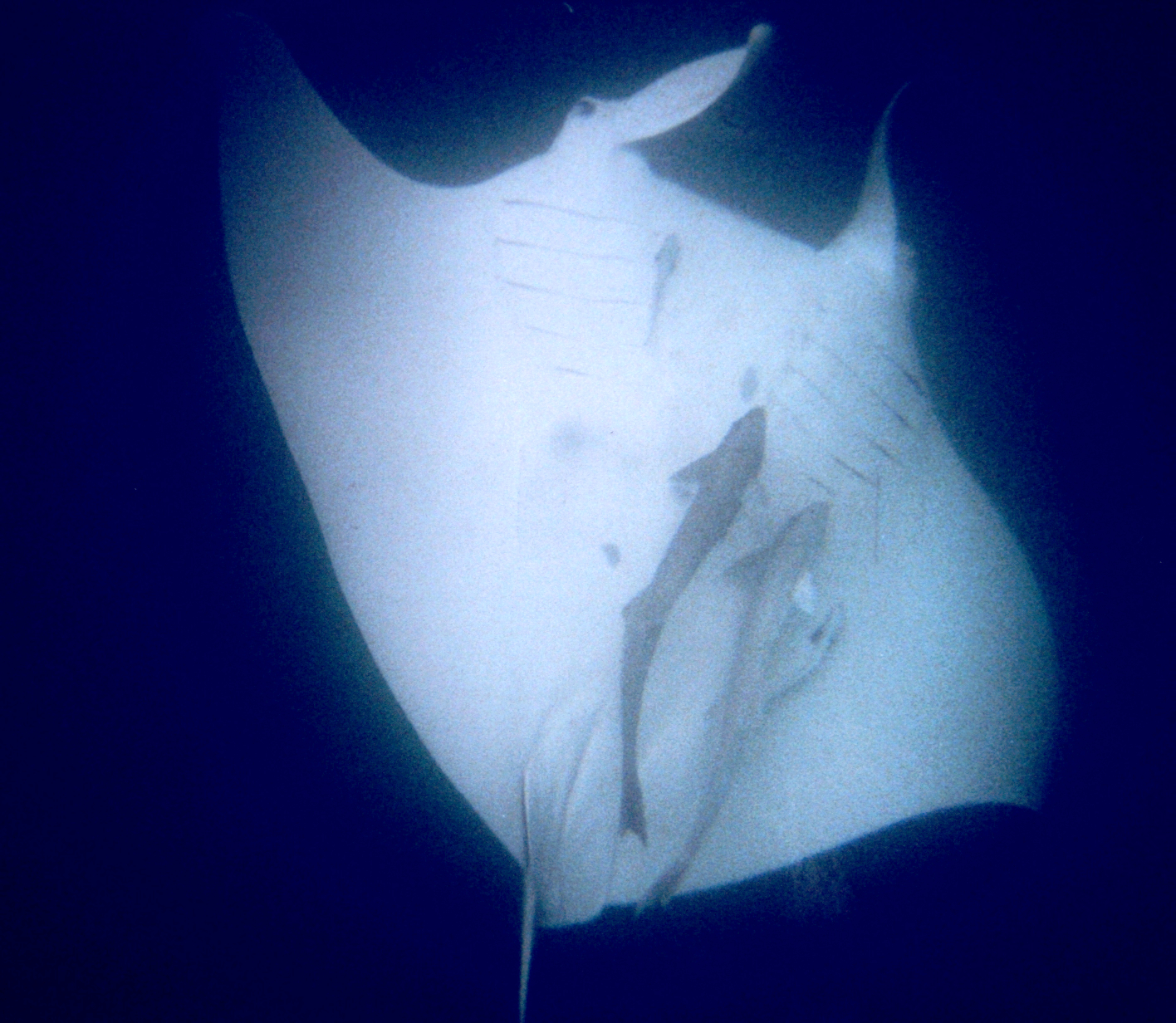
Manta z podnawkami w rafie Ningaloo

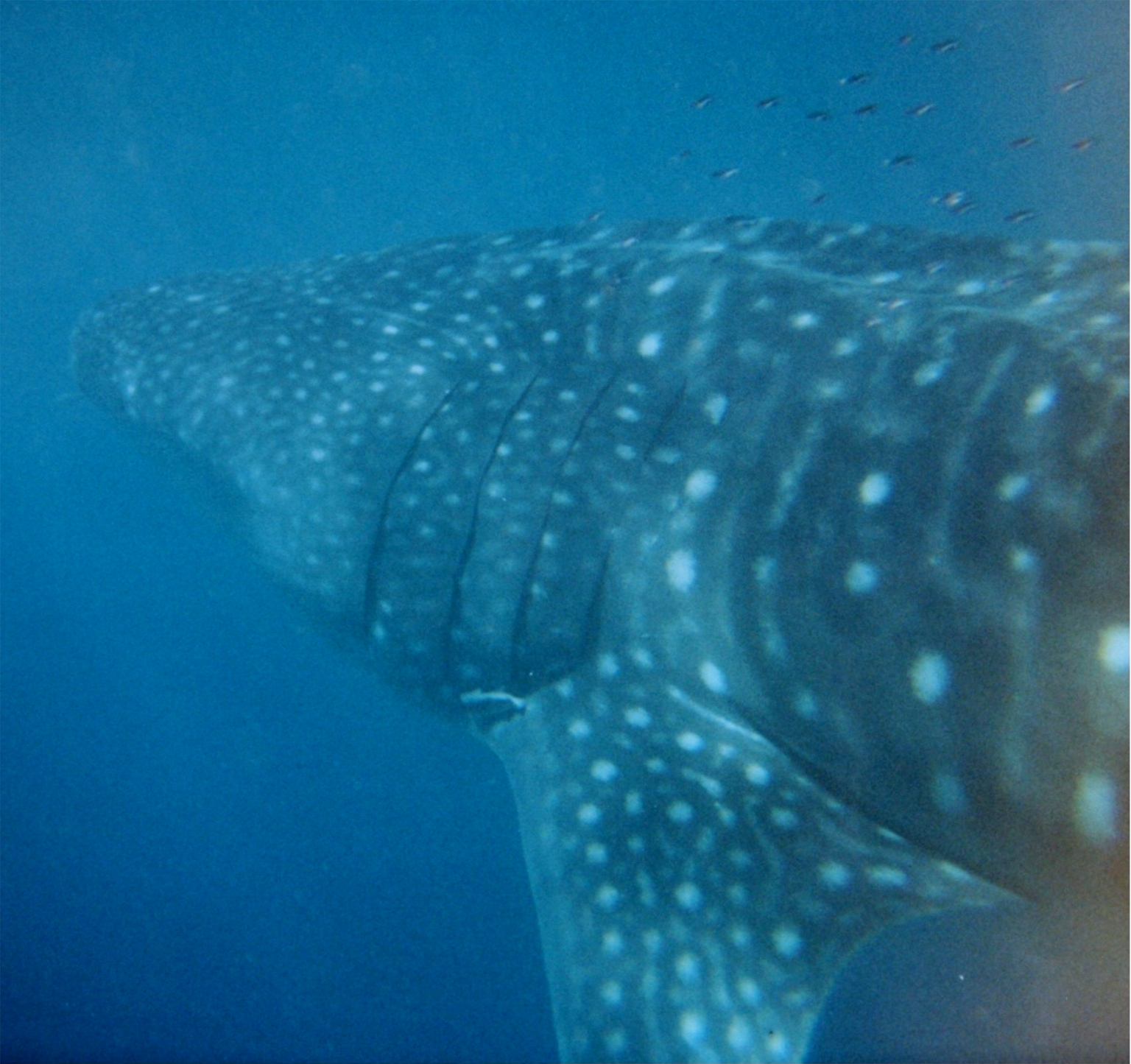
Rekin wielorybi w okolicach rafy Ningaloo

Rafa Ningaloo (ang. Ningaloo Reef) – barierowa rafa koralowa znajdująca się przy zachodnim wybrzeżu Australii, około 1200 km na północ od Perth. Rafa ma 260 km długości i jest największą barierową rafą koralową Australii, a przy tym jedyną wielką rafą znajdującą się tak blisko brzegu.
Jest znana przede wszystkim jako tereny łowne stad rekinów wielorybich i jako przedmiot debat co do rozwoju turystyki w tym rejonie. W roku 1987 rafę i otaczające ją wody przekształcono w Podmorski Park Ningaloo.

## Przyroda rafy Ningaloo
Jakkolwiek najbardziej znana z odwiedzin rekinów wielorybich, które mają tu swe żerowiska w okresie od marca do czerwca, rafa jest bogata w wiele innych form życia organicznego. W miesiącach zimowych rafa jest przystankiem na drodze migracji stad delfinów, diugoni, mant i wielorybów humbaków. Plaże na wysokości rafy są ważnym terenem prokreacyjnym wielu gatunków żółwi morskich, które na rafie mieszkają i rafą się żywią. Ningaloo zamieszkuje wiele różnych ryb (500 gatunków), korali (300 gatunków), małży (600 gatunków) i innych zwierząt. Rafa miejscami jest oddalona od plaż nie więcej niż 100 metrów.
W roku 2006 naukowcy z Australian Institute of Marine Science odkryli w głębszych wodach otaczających rafę całkowicie nowy dla nauki gatunek gąbek.
Australijski minister ds. ochrony środowiska Peter Garrett ogłosił 6 stycznia 2010 roku, że rafa Ningaloo będzie zgłoszona do listy światowego dziedzictwa UNESCO. Nominacja zostanie przyjęta lub odrzucona w ciągu następnych 18 miesięcy przez World Heritage Centre z siedzibą w Paryżu.

## Kontrowersje
W początku XXI wieku powstały kontrowersje wobec planów budowy hotelu i ośrodka wypoczynkowego w miejscu zwanym Mauds Landing, gdzie jaja składają żółwie karetta. Przeciwnicy budowy hotelu byli przekonani, że działalność człowieka zagrozi całej rafie.
W konsekwencji plany budowy hotelu i ośrodka zostały wstrzymane, ale deweloperzy nadal interesują się tym miejscem.